# Полувзвоз
Полувзвоз — деревня в Александровском районе Владимирской области России, входит в состав Краснопламенского сельского поселения.

## География
Деревня расположена в 6 км на юг от центра поселения посёлка Красное Пламя и в 21 км на северо-запад от города Александрова.

## История
В конце XIX — начале XX века деревня входила в состав Тирибровской волости Александровского уезда. В 1859 году в деревне числилось 23 дворов, в 1905 году — 16 дворов, в 1926 году — 32 дворов.
С 1929 года деревня являлась центром Полувзвозовского сельсовета Александровского района, с 1941 года — в составе Дубровского сельсовета Струнинского района, с 1965 года — в составе Александровского района, с 1967 года — в составе Краснопламенского сельсовета, с 2005 года — в составе Краснопламенского сельского поселения.

## Население
| 1859 | 1905 | 1926 | 2002 | 2010 | 2021 |
| ---- | ---- | ---- | ---- | ---- | ---- |
| 167  | ↘124 | ↗166 | ↘1   | ↘0   | ↗7   |